# بريجيت فيشر
بريجيت فيشر (Birgit Fischer) هي لاعبة أولمبية لرياضة كانو-كاياك من ألمانيا. شاركت في الأولمبياد الصيفي في 1980–2004، وفازت بما مجموعه 12 ميدالية.

## الميداليات
| ذهب | فضة | برونز | المجموع |
| 8   | 4   | 0     | 12      |

## روابط خارجية
- بريجيت فيشر على موقع اللجنة الأولمبية الدولية (الإنجليزية)
- بريجيت فيشر على موقع أوليمبيديا (الإنجليزية)